# Grallaria
Genre
Grallaria est un genre de passereaux de la famille des Grallariidés. Il se trouve à l'état naturel en Amérique centrale et du Sud.

## Liste des espèces
Selon la classification de référence du Congrès ornithologique international (version 14.2, 2024) :
- Grallaria squamigera Prévost & Des Murs, 1842 — Grallaire ondée
- Grallaria gigantea Lawrence, 1866 — Grallaire géante
- Grallaria excelsa von Berlepsch, 1893 — Grande Grallaire
- Grallaria varia (Boddaert, 1783) — Grallaire roi
- Grallaria alleni Chapman, 1912 — Grallaire à moustaches
- Grallaria guatimalensis Prévost & Des Murs, 1842 — Grallaire écaillée
- Grallaria chthonia Wetmore & Phelps Jr, 1956 — Grallaire du Tachira
- Grallaria haplonota Sclater, PL, 1877 — Grallaire à dos uni
- Grallaria dignissima Sclater, PL & Salvin, 1880 — Grallaire flammée
- Grallaria eludens Lowery & O'Neill, 1969 — Grallaire secrète
- Grallaria ruficapilla (Lafresnaye, 1842) — Grallaire à tête rousse
- Grallaria watkinsi Chapman, 1919 — Grallaire de Watkins
- Grallaria bangsi Allen, JA, 1900 — Grallaire des Santa Marta
- Grallaria kaestneri Stiles, 1992 — Grallaire de Kaestner
- Grallaria andicolus (Cabanis, 1873) — Grallaire des Andes
- Grallaria griseonucha Sclater, PL & Salvin, 1871 — Grallaire à nuque grise
- Grallaria ridgelyi Krabbe, Agro, Rice, Jacome, Navarrete & Sornoza, 1999 — Grallaire de Ridgely
- Grallaria nuchalis (Sclater, PL, 1860) — Grallaire à nuque rousse
- Grallaria carrikeri Schulenberg & Williams, MD, 1982 — Grallaire de Carriker
- Grallaria albigula Chapman, 1923 — Grallaire à gorge blanche
- Grallaria flavotincta Sclater, PL, 1877 — Grallaire à poitrine jaune
- Grallaria hypoleuca Sclater, PL, 1855 — Grallaire à ventre blanc
- Grallaria przewalskii Taczanowski, 1882 — Grallaire de Przewalski
- Grallaria capitalis Chapman, 1926 — Grallaire châtaine
- Grallaria erythroleuca Sclater, PL, 1874 — Grallaire de Cuzco
- Grallaria spatiator Bangs, 1898 — Grallaire piétonne
- Grallaria saltuensis Wetmore, 1946 — Grallaire de la Perija
- Grallaria rufula Lafresnaye, 1843 — Grallaire rousse
- Grallaria rufocinerea Sclater & Salvin, 1879 — Grallaire bicolore
- Grallaria alvarezi Cuervo, Cadena, Isler & Chesser, 2020 — Grallaire d'Alvarez
- Grallaria saturata Domaniewski & Sztolcman, 1918 — Grallaire d'Équateur
- Grallaria cajamarcae (Chapman, 1927) — Grallaire de Cajamarca
- Grallaria blakei Graves, GR, 1987 — Grallaire de Blake
- Grallaria gravesi Isler, Chesser, Robbins & Hosner, 2020 — Grallaire de Graves
- Grallaria oneilli Chesser & Isler, 2020 — Grallaire d'O'Neill
- Grallaria obscura Berlepsch & Sztolcman, 1896 — Grallaire de Junin
- Grallaria centralis Hosner, Robbins & Chesser, 2020 — Grallaire d'Oxapampa
- Grallaria ayacuchensis Hosner, Robbins & Chesser, 2020 — Grallaire d'Ayacucho
- Grallaria occabambae (Chapman, 1923) — Grallaire d'Ocobamba
- Grallaria sinaensis Robbins, Isler, Chesser & Tobias, 2020 — Grallaire de Sina
- Grallaria cochabambae Bond & Meyer de Schauensee, 1940 — Grallaire de Cochabamba
- Grallaria quitensis Lesson, RP, 1844 — Grallaire de Quito
- Grallaria alticola Todd, 1919 — Grallaire alticole
- Grallaria atuensis Carriker, 1933 — Grallaire d'Atuen
- Grallaria milleri Chapman, 1912 — Grallaire ceinturée
- Grallaria urraoensis Carantón-Ayala & Certuche-Cubillos, 2010 — Grallaire d'Urrao
- Grallaria erythrotis Sclater, PL & Salvin, 1876 — Grallaire masquée